# Karl Landgrebe
Karl Martin Landgrebe (Hoof, 28 mei 1889 – Herborn, 13 augustus 1974) was een Duitse componist, muziekpedagoog, dirigent en organist.

## Levensloop
Landgrebe werd na zijn muziekstudie eerst muziekleraar en was als pianist en begeleider werkzaam. Van 1909 tot 1912 werkte hij als muziekleraar en dirigent in Eisemroth, een plaats in de gemeente Siegbach. Hij werd docent aan de Hochschule für Musik in Berlijn. In 1935 werd hij met de leiding voor het muziekonderwijs aan de Academie voor kerk- en schoolmuziek in Berlijn betrouwd. Bekend geworden leerlingen van hem zijn onder anderen de sopraan Adele Stolte en de koorleider Horst Müller. Ook in Berlijn en omgeving werkte hij als dirigent van muziek- en zangverenigingen.
In de zomer 1936 werd hij door de burgemeester Friedrichs van Potsdam tot stedelijke muziekgemachtigde (Städtischer Musikbeauftragter) benoemd. Landgrebe was eveneens cantor en organist aan de Vredeskerk in de slottuinen van Sanssouci tot 1957. Van 1925 tot 1945 was hij dirigent (koorleider) van het mannenkoor Potsdam (Potsdamer Männerchor e. V.). In 1947 was hij (her-)oprichter en van 1949 tot 1957 was hij onder anderen koorleider van het mannenkoor Singakademie Potsdam e.V.. Verder dirigeerde Landgrebe de Oratienchor Potsdam en de Städtischeŕ Chor Potsdam. Na zijn pensionering verhuisde hij naar Herborn in de Duitse deelstaat Hessen.
Als componist schreef hij werken voor blaasorkest, vocale muziek, kamermuziek en pedagogische werken.

## Composities

### Werken voor harmonieorkest
- 1939 Präludium
- 1940 Festliche Musik zu einer ländlichen Feier

### Vocale muziek

#### Werken voor koor
- 1933 Roter Adler: märkisches Liederbuch, voor gemengd koor
- 1937 Potsdamer singen Lieder der Zeit für gemeinsame Feiergestaltg in Potsdam, dem Jahreskreis folgend, voor gemengd koor  (samen met: Kurt Walther)

### Werken voor piano
- 1943 Neues Notenbüchlein für die klavierspielende Jugend

### Pedagogische werken
- 1939 Deutschland singt: Ein Liederbuch für die Berliner Volkschulen (samen met: Walter Rein)
- 1941 Der helle Klang: Liederbuch für Mittelschulen (samen met: Gerd Ochs)

## Publicaties
- Neue Wege in der Ausbildung des Privatmusikerziehers, artikel als voordracht tijdens de Reichstagung für Musikerzieher an Schulen und Lehrerhochschulen, georganiseerd door Schulungsamt der Staatlichen Hochschule für Musikerziehung und Kirchenmusik vom 24. bis 29. Januar 1937 in Berlin.